# Hong Kong 97
Hong Kong 97 (japanisch 香港97), auch Hongkong1997 in Versalien, ist ein multidirektionales Shoot ’em up, das 1995 als Homebrew-Computerspiel auf Diskette für das Super Famicon erschien.
Herstellung und Vertrieb erfolgten durch das japanische Unternehmen HappySoft Ltd. (吉喜軟体公司), wobei der Name auf ein chinesisches hinweist. Entwickelt wurde es binnen einer Woche von dem Underground-Schriftsteller Yoshihisa „Kowloon“ Kurosawa (クーロン黒沢, Kūron Kurosawa). Nach Kurosawa entstand das Spiel als Reaktion auf die Dominanz von Nintendo und Sega, die den japanischen Spielemarkt fast vollständig beherrschten und deren strengen Richtlinien und inhaltlichen Vorgaben die damaligen Spiele folgen mussten. Kurosawa wollte daher ein „schlimmstmögliches Spiel“ entwickeln, das diesen Vorgaben so weit wie möglich entgegenläuft.
Das Spiel besitzt wegen seiner schlechten Qualität, diversen Urheberrechtsbrüchen, der Handlung und seines Schwierigkeitsgrads einen Kultstatus in Japan und Taiwan als kusoge ‚Scheißspiel, Schrottspiel‘ und war auch Ziel von Parodien. Die britische Computerspielesendung Wez and Larry's Top Tens von XLEAGUE.TV listete das Spiel auf Platz 1 seiner „Wacky Japanese Game of All Time“-Charts und der Angry Video Game Nerd widmete ihm eine Episode.

## Handlung
Das Spiel ist zeitlich bei der Rückgabe Hongkongs 1997 an die Volksrepublik China angesiedelt. Laut Einführungstext führte die Massenimmigration von Chinesen aus der Volksrepublik (Originaltext: “A herd of fuckin’ ugly reds.”) zu einer Verbrechenswelle in Hongkong. Als Gegenmaßnahme heuert die Regierung von Hongkong (repräsentiert durch Chris Patten) Bruce Lees Verwandten Chin (陳; für den ein Standbild Jackie Chans aus dessen Film Powerman verwendet wird) an, um alle 1,2 Milliarden Chinesen der Volksrepublik auszulöschen. Währenddessen findet in der Volksrepublik ein Geheimprojekt statt, um den toten Tong Shau Ping (Deng Xiaoping) als ultimative Waffe wieder zum Leben zu erwecken. (Zum Veröffentlichungszeitpunkt des Spiels lebte Deng Xiaoping noch, er starb jedoch kurz vor der Rückgabe Hongkongs.)

## Spielmechanik
Das Spiel beginnt mit einem Inserat, in dem der Publisher einerseits anbietet eingeschickte SNES-Spiele zu vertreiben, anderseits Händler anspricht Kontakt mit dem Publisher aufzunehmen, falls Interesse bestehe, dessen Spiele zu vertreiben.
Anschließend folgt die zuvor beschriebene Einleitung, der dann ohne Vorwarnung das eigentliche Spiel folgt. In diesem steuert der Spieler Chin und muss sich bewegende chinesische Zivilisten und Polizisten mit Steinen abschießen. Wenn man einen Gegner trifft explodiert dieser mit einer (schlecht ausgeschnittenen) Pilzwolke und hinterlässt einen blinkenden Leichnam, sowie eventuell einen Gegenstand, der z. B. kurzzeitig Unverwundbarkeit gewährt.
Nach einer Weile kommen Fahrzeuge hinzu und nachdem man drei von diesen zerstört hat, erscheint der Endgegner. Dieser ist Deng Xiaopings abgetrennter und blutender Kopf, der versucht den Spieler zu erdrücken. Nachdem dieser besiegt wird, beginnt das Spiel von vorn.
All dies spielt sich vor einem statischen zweifarbigen Hintergrundbild ab, das bei Spielanfang zufällig ausgewählt wird und entweder maoistische Propaganda, Guilin, das Logo von Asia Television, das chinesische Logo von Coca-Cola oder Mao Zedong darstellt.
Wenn Chin von irgendeiner Person oder einem Gegenstand (ausgenommen dem für Unverwundbarkeit) berührt wird, führt dies augenblicklich zu einem Game over. Dabei wird ein Standbild eines Videos mit einem auf den 8. Juni 1992 datierten Toten eingeblendet, sowie der englische Text Chin is Dead! und der grammatikalisch inkorrekte chinesische Text Chén sǐ wáng (陳死亡), der das Gleiche bedeutet. Das Spiel zeigt dann die Credits, die unter anderem die kanadische Botschaft in Japan als Mitwirkende listen, gefolgt vom Titelbildschirm.
Der hohe Schwierigkeitsgrad des Spiels ist ein weiterer Faktor für die Einstufung des Spiels als kusoge.
Das Spiel ist mehrsprachig und kann mit englischen, japanischen oder chinesischen (Langzeichen) Texten gespielt werden.

## Musik
Einziges Musikstück sind die ersten beiden Zeilen aus dem kommunistischen Kinderlied Ich liebe das Tor des Himmlischen Friedens in Peking, die in einer Endlosschleife gespielt werden. Der fröhlich vorgetragene Liedtext steht dabei in starkem Kontrast zum Spielgeschehen.
Eine Besonderheit ist, dass das Spiel damit eines der wenigen für das Super Famicon ist, das ein Gesangsstück enthält.
Abgesehen von dem Lied gibt es keine weiteren Toneffekte.

## Rezeption
Kurosawa vertrieb das Spiel im Eigenverlag auf Diskette, wobei Fans auch Fassungen auf Super-Famicon-Modulen erstellten.
Trotz der damit verbundenen schweren Erhältlichkeit gelangte es aufgrund seiner schlechten Qualität, der Endlosmelodie und seiner Inhalte zu zweifelhaftem Ruhm im Internet. Dieser beschränkte sich erst auf japanische Spieleforen und Untergrund-Bücher und weitete sich dann wohl wegen seines chinesischen Themas und der enthaltenen chinesischen Übersetzung nach Taiwan aus. So entstand in Taiwan eine Parodie namens TW2001 für den PC.
Nach Hong Kong 97 trat HappySoft Ltd. nur mit The Story of Kamikuishiki Village noch einmal in Erscheinung, einem satirischen Spiel für PC-98 über die Ōmu-Shinrikyō-Sekte, die für den Giftgasanschlag auf die Tokioter U-Bahn vom 20. März 1995 verantwortlich war.